# Heliotropium coriaceum
Heliotropium coriaceum är en strävbladig växtart som beskrevs av Johann Georg Christian Lehmann. Heliotropium coriaceum ingår i Heliotropsläktet som ingår i familjen strävbladiga växter. Inga underarter finns listade i Catalogue of Life.